# Tugela
La Tugela est un fleuve d'Afrique du Sud, qui traverse la province du KwaZulu-Natal, le plus large fleuve de la province, et se jette dans l'océan Indien.

## Géographie
Le fleuve prend sa source dans le massif du Drakensberg, au Mont-aux-Sources. 
Longue de 520 km, la Tugela a longtemps formé la frontière historique du monde Zulu. Elle se jette du haut de l'Amphithéâtre et forme les deuxièmes plus hautes chutes du monde: les Tugela Falls. 
Ce cours d'eau fut un enjeu important au début de la seconde guerre des Boers pour la libération de Ladysmith, au cours l'été 1899-1900. S'y déroulèrent notamment la bataille de Colenso, la bataille de Spionkop et la bataille des hauteurs de la Tugela.